# Chester Morris
Chester Morris (16 de febrero de 1901-11 de septiembre de 1970) fue un actor cinematográfico estadounidense, protagonista de la serie detectivesca de la década de 1940 Boston Blackie.

## Carrera
Su nombre completo era John Chester Brooks Morris, y nació en la ciudad de Nueva York, siendo sus padres los actores teatrales William Morris y Etta Hawkins. Morris debutó como actor teatral en el circuito de Broadway a los 17 años de edad en la obra interpretada por Lionel Barrymore The Copperhead. 
Su carrera cinematográfica se inició en 1917 con el film An Amateur Orphan. Morris fue nominado al Oscar al mejor actor por su trabajo en Alibi (1929), película dirigida por Roland West. También protagonizó otros dos títulos dirigidos por West, The Bat Whispers (1930) y Corsair (1931).  
En 1930 trabajó en la película carcelaria The Big House, pero a finales de esa década su carrera fue a menos, motivo por el que actuó en cintas de serie B como Smashing the Rackets (con Edward Pawley, en 1938) y Five Came Back (1939). Su carrera revivió entre 1941 y 1949, época en la que interpretó al personaje Boston Blackie en 14 cintas de bajo presupuesto producidas por Columbia Pictures, siendo la primera de ellas Meet Boston Blackie. Además, encarnó al detective en una temporada radiofónica.
Morris fue además conocido por ser un entusiasta de los espectáculos de magia. A menudo actuaba como mago en sus giras personales y de promoción de sus películas. A diferencia de muchas estrellas que simplemente dirigían unas pocas palabras al público antes del visionado de los filmes, a Morris le gustaba hacer un número completo de magia y vodevil, utilizando incluso animales vivos. Durante la Segunda Guerra Mundial hizo cientos de shows de magia gratuitos para la United Service Organizations en campamentos del Ejército y de la Armada y en hospitales. En 1944 se bautizó a un Boeing B-17 Flying Fortress con el nombre de "The Chester and Lili Morris" en honor suyo y de su esposa, y por la contribución de ambos al esfuerzo bélico de los Estados Unidos. Morris también contribuyó con trucos originales a publicaciones para magos, incorporando a menudo los trucos de magia en sus actuaciones cinematográficas, como en el caso de "Boston Blackie and The Law" (1946.)
En las décadas de 1950 y 1960 Morris trabajó principalmente para la televisión, con el papel recurrente del teniente detective Max Ritter en la serie de la CBS Diagnosis: Unknown, emitida entre julio y septiembre de 1960. También hizo ocasionales trabajos teatrales de carácter regional y unos pocos filmes, destacando de entre ellos el título de ciencia ficción The She Creature, en el cual encarnaba al Dr. Carlo Lombardi. Tras su última película de Boston Blackie, Morris únicamente hizo otras tres cintas, teniendo lugar su última actuación para el cine en The Great White Hope (1970), producción estrenada tras su muerte.

## Vida personal
Morris se casó con Suzanne Kilborn el 30 de septiembre de 1927, divorciándose ambos en noviembre de 1939. Tuvieron dos hijos, Brooks y Cynthia. Más adelante, el 30 de noviembre de 1940, se casó con Lillian Kenton Barker, con la que tuvo un hijo, Kenton. 
Chester Morris estaba muy afectado por un cáncer cuando se suicidó mientras ocupaba una habitación del antiguo Holiday Inn de New Hope (Pensilvania) tomándose una sobredosis de barbitúricos. Su fallecimiento ocurrió en 1970. En el momento de su muerte trabajaba en una adaptación teatral de The Caine Mutiny Court Martial en el Bucks County Playhouse de New Hope. Sus restos fueron incinerados y las cenizas esparcidas.

## Selección de su filmografía
- Alibi (Ronda nocturna) (1929)
- She Couldn't Say No (1930)
- La divorciada (1930)
- The Big House (El presidio) (1930)
- The Bat Whispers (1930)
- The Case of Sergeant Grischa (El sargento Grischa) (1930)
- Corsair (1931)
- The Miracle Man (1932)
- Red-Headed Woman (La pelirroja) (1932)
- Blondie Johnson (1933)
- Tomorrow at Seven (1933)
- The Gay Bride (La novia alegre) (1934)
- Public Hero No. 1 (El héroe público número uno) (1935)
- Three Godfathers (1936)
- Flight From Glory (El valle de los ícaros) (1937)
- Smashing The Rackets (1938)
- Rejas humanas (1939)
- Five Came Back (Volvieron cinco) (1939)
- Thunder Afloat (1939)
- Pacific Liner (1939)
- Meet Boston Blackie (1941)
- Confessions of Boston Blackie (1941)
- Aerial Gunner (1943)
- Tornado (1943)
- The Chance of a Lifetime (1943)
- Gambler's Choice (1944)
- Double Exposure (1944)
- One Mysterious Night (1944)
- Unchained (1955)
- The She Creature (1957)
- The Great White Hope (1970)

## Premios y distinciones
Premios Óscar
| Año  | Categoría   | Película           | Resultado |
| ---- | ----------- | ------------------ | --------- |
| 1929 | Mejor actor | La senda prohibida | Nominado  |